# Yun Won-chol
Yun Won-chol, kor. 윤원철 (ur. 3 lipca 1989) – północnokoreański zapaśnik startujący w stylu klasycznym, mistrz świata.
Dwukrotny olimpijczyk. Dziesiąty w Rio de Janeiro 2016 w kategorii 59 kg i piętnasty w Londynie 2012 w kategorii 55 kg.
Startuje w kategorii wagowej do 55 kg. Złoty medalista mistrzostw świata z Budapesztu w 2013 i trzeci w 2015 roku. Wicemistrz Azji w 2015, a trzeci w 2013 i 2014. Wicemistrz igrzysk azjatyckich w 2014. Wojskowy mistrz świata w 2013 roku.